# Thodure
Thodure este o comună în departamentul Isère din sud-estul Franței. În 2009 avea o populație de 689 de locuitori.

## Evoluția populației
| An        | 1975 | 1982 | 1990 | 1999 | 2006 | 2009 |
| --------- | ---- | ---- | ---- | ---- | ---- | ---- |
| Populație | 465  | 487  | 489  | 562  | 640  | 689  |